# Малък брегобегач
Малкият брегобегач (Calidris minuta) е птица от семейство Бекасови (Scolopacidae). Среща се и в България.

## Физически характеристики
Дължина на тялото: 13 cm. Размах на крилете: 35 cm. Оперение: Има сезонен и възрастов диморфизъм. Възрастните през есенно-зимния период отгоре са сиво-кафяви, а отдолу бели. През размножителния период горната част на тялото е ръждивочервена. Младите наподобяват възрастните в брачно оперение, но са с бели вежди. При всички възрасти краката са черни. От сивия брегобегач се отличава по сивите крайни опашни пера, цвета на краката и по крилата, които прибрани към тялото достигат края на опашката.
Издаващи звуци: „Пит" или „чит".

## Разпространение
Среща се по морски крайбрежия.